# Путиняно
Путиня̀но (на италиански: Putignano, на местен диалект Putignàne, Путиняне) е град и община в Южна Италия, провинция Бари, регион Пулия. Разположен е на 375 m надморска височина. Населението на общината е 27 394 души (към 2012 г.).

## Култура
Путиняно е известен със своя карнавал, който датира от 1394 г.